# Етолійська та Акарнанійська митрополія
Етолійська та Акарнанійська митрополія (грец. Ιερά Μητρόπολις Αιτωλίας και Ακαρνανίας — єпархія Елладської Православної Церкви, найбільша за розміром. Має центр у Месолонгіоні і включає колишні єпархії Месолонгіонійську, Трихонідійську, Ксиромерійську і Валтійську нома Етолія і Акарнанія. Єпархія існує в сьогоднішньому вигляді з 1922 року.
У 1899 році митрополія увійшла до складу Етолійської, Акарнанійської і Навпактської митрополії і відокремилася знову в 1909 році.

## Правлячі архієреї
- Порфирій (1833—1838)
- Ієрофей (Аристарху)[el] (1841—1851)
- Феофіл (Влахопападополос) (1852—1862)
- Парфеній (Акілас) (1892—1914)
- Костянтин (Костянтинідіс) (1922—1934)
- Ієрофей (Параскевопулос) (23 травня 1934 — 12 травня 1961)
- Феокліт (Аврандініс) (21 листопада 1965 — 6 квітня 2005)
- Косма (Папахристос) (з 8 жовтня 2005)

## Сучасний стан
На кінець 2012 року єпархія налічує 192 клірики: безшлюбних 17, у шлюбі 177. Священників розряду А 58, розряду Β 68, розряду Г 27, розряду 45. Дияконів 2.

### Храми та монастирі
У митрополії налічується 212 парафіяльних храми і 582 каплиць.
На кінець 2012 року відзначено наявність 6 чоловічих та 11 жіночих єпархіальних монастирів.
Чоловічі монастирі:
1. Божої Матері Милостивої в Месолонгіоні (грец. Παναγίας Ελεούσης Μεσολογγίου). Ігумен — архімандрит Ієрофей Спаномітцос. 2 ченці.
2. Введення Богородиці в Миртеї (грец. Εισοδίων Θεοτόκου Μυρτιάς). Ігумен — архімандрит Йосип Зографос. 4 ченці.
3. Св. Георгія в Астакосі (грец. Αγ. Γεωργίου Αστακού). Ігумен — Йосип Коккосіс. 4 ченці.
4. Різдва Богородиці в Ромві Аркананійській (грец. Γενέσεως Θεοτόκου Ρόμβου Ακαρνανίας)
5. Успіння Богородиці у Влохо (грец. Κοιμήσεως Θεοτόκου Βλοχού). Ігумен — архімандрит Ієрофей Скіадас
6. Монастир Івана Хрестителя[el] в Аналіпсисі[el], 1 чернець

Жіночі монастирі:
1. Успіння Борогодиці в Катеринусі (грец. Γεν. Θεοτόκου Κατερινούς), ігуменія Христодули Євангелату, 2 черниці.
2. Успіння Богородиці в Ліговиці (грец. Κοιμ. Θεοτόκου Λιγοβιτσίου), ігуменя Макріна Маркопу́лу, 11 черниць.
3. Св. Симеона в Месолонгіоні (грец. Αγ. Συμεών Μεσολογγίου), ігуменя Вероніки Камзе́ла, 3 черниці.
4. Пантократора в Ангелокастро (грец. Παντοκράτορος Αγγελοκάστρου), ігуменя Ганна Калуці, 2 черниці.
5. Св. Косми Етолійського в Термоні (грец. Αγ. Κοσμά Αιτωλού Θέρμου), ігуменя Євфимія Гельті́, 2 черниці.
6. Св. Димитрія в Палеросі (грец. Αγ. Δημητρίου Παλαίρου), ігуменя монахиня Митрофанія.
7. Чесного Поясу Пресвятої Богородиці в Лікурисі (Скутера) (грец. Τιμίας Ζώνης Υπεραγίας Θεοτόκου Λυκουρίσσης (Σκουτερά)), ігуменя монахиня Філофея, 1 монахиня.
8. Благовіщення Богородиці в Параволі (грец. Ευαγγελισμού Θεοτόκου Παραβολάς), ігуменя Параскева Барба́ки, 3 черниці.
9. Різдва Богородиці в Рефі (грец. Γεννήσεως Θεοτόκου Ρέθα), ігуменя Фелофея Олександрі, 2 черниці.
10. Св. Димитрія в Дримоні (грец. Αγ. Δημητρίου Δρυμού), ігуменя Маріам, 3 черниці.
11. Св. Георгія в Еллініка (грец. Αγ. Γεωργίου Ελληνικών), ігуменя Анфуса.

Також існує ісихастирій (власний монастир) Преображення Спасителя.

### Соціальна робота та школи
Діє єпархіальний будинок для людей похилого віку «Дросініу» та сирітський притулок «Селівіу». Працюють 2 школи візантійської музики та 2 школи візантійського іконопису.

### Засоби масової інформації
Виходить періодичне видання «Άγιος Κοσμάς ο Αιτωλός» та журнал «Πυξίδα». Працює цілодобова радіостанція 106,3 FM.

## Святі та святині єпархії
Особливо шанується святитель Косма Етолійський. У єпархії зберігаються мощі Косми Етолійського, прп. Андрія Самітника, св. Іоанна Врахорита та священномученика Якова.